# Dinaburg FC
El Dinaburg FC fue un equipo de fútbol profesional de Daugavpils (Letonia).

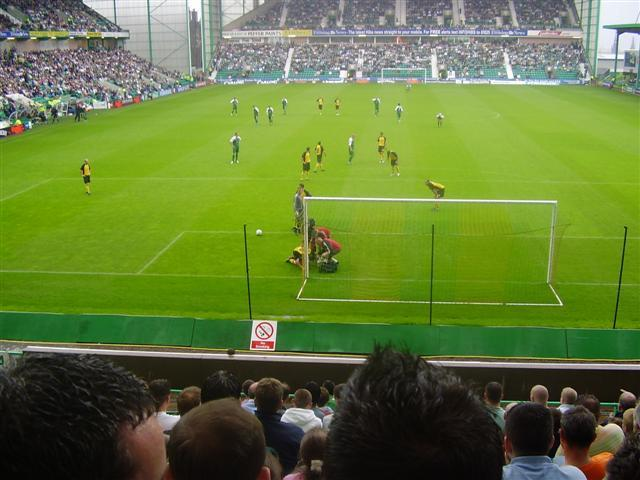
Hibernian v Dinaburg

## Historia
En la temporada 2009 se fusionó con el FC Daugava, pero en el mes de octubre de ese año fue eliminado de la Virsliga y de la Liga Báltica a causa del supuesto arreglo de partidos.

### Nombres históricos
- 1990 - Celtnieks Daugavpils
- 1992 - BJSS Daugavpils
- 1993 - Auseklis
- 1995 - Vilan-D
- 1996 - Dinaburg FC

### Temporada 2006
Ellos calificaron para jugar contra el Hibernian de Escocia en la segunda ronda de la Copa Intertoto 2006 tras derrotar HB Tórshavn de las Islas Feroe por 2-1 en el marcador global en la primera ronda. Perdieron 8-0 en marcador global, perdiendo 5-0 en Edimburgo y 3-0 en Daugavpils.

## Palmarés
- Copa de Letonia (1): 1991

## Participación en competiciones de la UEFA
| Temporada | Torneo                | Ronda          | Club                     | Ida | Vuelta | Global |
| --------- | --------------------- | -------------- | ------------------------ | --- | ------ | ------ |
| 1996–97   | Copa UEFA             | Preliminar     | Barry Town               | 0–0 | 1–2    | 1–2    |
| 1997–98   | UEFA Cup Winners' Cup | Clasificatoria | FK Gäncä                 | 1–0 | 1–0    | 2–0    |
| 1997–98   | UEFA Cup Winners' Cup | 1              | AEK                      | 0–5 | 2–4    | 2–9    |
| 1998      | Copa Intertoto        | 1              | OD Trencin               | 1–1 | 1–4    | 2–5    |
| 2000      | Copa Intertoto        | 1              | OD Trencin               | 0–3 | 0–1    | 0–4    |
| 2000      | Copa Intertoto        | 2              | Aalborg Boldspilklub     | 0–0 | 0–1    | 0–1    |
| 2001–02   | Copa UEFA             | Clasificatoria | NK Osijek                | 2–1 | 0–1    | 2–2(a) |
| 2002      | Copa Intertoto        | 1              | Zagłębie Lubin           | 1–1 | 1–0    | 2–1    |
| 2002      | Copa Intertoto        | 2              | FC Krylia Sovetov Samara | 0–3 | 0–1    | 0–4    |
| 2003      | Copa Intertoto        | 1              | FC Wil                   | 1–0 | 0–2    | 1–2    |
| 2004      | Copa Intertoto        | 1              | Aberystwyth Town         | 0–0 | 0–4    | 0–4    |
| 2004      | Copa Intertoto        | 2              | OFK                      | 1–3 | 0–2    | 1–5    |
| 2005      | Copa Intertoto        | 1              | Bangor City              | 2–1 | 2–0    | 4–1    |
| 2005      | Copa Intertoto        | 2              | FK Žalgiris Vilnius      | 0–2 | 2–1    | 2–3    |
| 2006      | Copa Intertoto        | 1              | HB Tórshavn              | 1–1 | 1–0    | 2–1    |
| 2006      | Copa Intertoto        | 2              | Hibernian                | 0–3 | 0–5    | 0–8    |
| 2007      | Copa Intertoto        | 1              | Cliftonville             | 0–1 | 1–1    | 1–2    |
| 2009–10   | UEFA Europa League    | 1              | JK Nõmme Kalju           | 2–1 | 0–0    | 2–1    |
| 2009–10   | UEFA Europa League    | 2              | Bnei Yehuda              | 0–4 | 0–1    | 0–5    |

### Liga Báltica
| Temporada | Ronda | Club     | Ida | Vuelta | Global |
| --------- | ----- | -------- | --- | ------ | ------ |
| 2009–10   | 1     | FK Vėtra | 0–0 | 0–3    | 0-3    |